# Sabrina Delhoum
Sabrina Delhoum ( arabe : صبرينة دلهوم )  né le 21 mai 1976 , est une ancienne footballeuse internationale algérienne évoluant au poste de milieu de terrain,.

## Carrière en club
- Hamra Annaba  1997 - 1998
- A.S.W.Bejaia  1998 - 1999
- A.S.E. Bejaia 1999-2003
- AS Alger centre 2003-2014[3]
- Club olympique multisport de bagneux 2015

## Carrière internationale
Delhoum a été sélectionné pour l'Algérie de deux éditions de la Coupe d'Afrique des Nations Féminine ( 2006 et 2010 ),,.
Sélections 1997 - 2014

## Palmarès
- 6 Championnats d'Algérie
- 6 Coupes d'Algérie